# Миронов Ярослав Анатолійович
Яросла́в Анато́лійович Миро́нов — підполковник Збройних сил України, 30-а механізована бригада, учасник російсько-української війни.

## Життєпис
Народився 23 серпня 1986 року в с. Порозок Краснопільського району Сумської області.
Брав участь у миротворчій місії в Косові, через 5 діб після повернення вже був на російському фронті.
22 травня 2014-го в ході бою під Рубіжним старший лейтенант Миронов зазнав важких кульових поранень із великою втратою крові — його підрозділ направлявся на підмогу військовим, що потрапили у засідку. В бою з чеченськими терористами було підбито українську військову техніку, загинуло 3 вояки, серед них Фурман Олександр Валентинович, 5 поранено. У лікарні міста Рубіжне йому надано першу допомогу, протягом 2 діб не могли евакуювати через блокування терористами. Згодом прооперований у Харкові, звідти направлений до Київського центру пластичної хірургії, 24 травня йому повністю ампутовано ногу.

## Нагороди
- орден Богдана Хмельницького III ступеня (20 червня 2014) нагороджений за особисту мужність і героїзм, виявлені у захисті державного суверенітету та територіальної цілісності України, вірність військовій присязі під час російсько-української війни. 21 червня отримав нагороду з рук Президента України в Київському військовому госпіталі, де проходив лікування після поранення[2].
- Медаль «За поранення» (важке) (29 серпня 2019)[3]